# جعفر الشرقي
جعفر بن محمد حسن الشرقي الخاقاني الحميري (1843 - 1891) فقيه مسلم وشاعر عراقي في القرن 19 م/13 هـ. ولد في النجف. كان جده لأمه وأبوه من علماء عصره. نبغ في نظم الشعر وترأس الحركة الأدبية في زمنه في النجف، وكان مجلسه مشهوراً، وقد صنف كتباً في الفقه والأصول، كما أن عدداً من أعلام الأدب في عصره أخذوا الأدب عنه. توفي في مسقط رأسه ودفن في العتبة العلوية.

## سيرته
ولد جعفر بن محمد حسن بن أحمد بن موسی بن حسام بن راشد الشرقي الخاقاني الحميري وأمه ابنته محمد حسن صاحب الجواهر في النجف عام 1259 هـ/ 1843 م ونشأ بها. كانت أسرته تعرف بـالشروقي سابقاً. درس على والده فأخذ الأوليات الأدبية والشرعية، ثمّ حضر الأبحاث العالية على محمد حسين الكاظمي وحبيب الله الرشتي ومحمد طه نجف ومحمد كاظم الخراساني. أصبح شاعراً دقيق النظر عالي الفکر وفقيها إمامياً يستحق التقليد. مارس الأدب ونظم الشعر فبلغ الذروة منه، وكانت داره مجمع الأُدباء. له کتابين في الأصول والفقه لم يطبعا. 

توفي في النجف عام 1309 هـ/ 1891 م ودفن بالصحن العتبة العلوية بحجرة رقم 32، وقد دخلت هذه الحجرة بعده في ضمن باب مسجد الخضراء.

## شعره
«أغلب شعره في الغزل وتعد قصائده المشتركة مع محمد حسن كبة نموذجاً فريداً في تداخل القولين وتوليد المعاني بين شاعرين، ويؤكد امتداد القصيد عنده قدرته على استدعاء المعاني وجلب القوافي على أن مدائحه في آل البيت، وغزله، يلتقيان عند الحنين، والتعلق بالمثال، والرغبة في تجديد العاطفة السامية.»

## حياته الشخصية
من أبنائه الشاعر علي الشرقي، ومن أحفاده أمل ابنة علي الشرقي وهي أديبة كاتبة.

## مؤلفاته
- كتاب في أُصول الفقه
- كتاب في الفقه
- ديوان شعره